# Biskopsgårdens församling
Biskopsgårdens församling var en församling i Göteborgs stift  i Göteborgs kommun. Församlingen uppgick 2010 i Lundby församling och Torslanda-Björlanda församling.

## Administrativ historik
Församlingen bildades 1961 genom en utbrytning ur Lundby församling och var under 1961 annexförsamling i pastoratet Lundby, Brämaregården och Biskopsgården för att därefter till 2010 utgöra ett eget pastorat. Församlingen uppgick 2010 i Lundby församling och Torslanda-Björlanda församling.

## Kyrkor
- Biskopsgårdens kyrka
- Länsmansgårdens kyrka

## Areal
Biskopsgårdens församling omfattade den 1 januari 1976 en areal av 7,7 kvadratkilometer, varav 7,7 kvadratkilometer land.

### Fotnoter
1. ↑  ”Förteckning (Sveriges församlingar genom tiderna)”. Skatteverket. 1989. http://www.skatteverket.se/privat/folkbokforing/omfolkbokforing/folkbokforingigaridag/sverigesforsamlingargenomtiderna/forteckning.4.18e1b10334ebe8bc80003999.html. Läst 17 december 2013.
2. ↑  ”Församlingar”. Statistiska centralbyrån. https://www.scb.se/hitta-statistik/regional-statistik-och-kartor/regionala-indelningar/forsamlingar/. Läst 30 december 2022.
3. ↑   (PDF) Folk- och bostadsräkningen 1975, Del 3:1, Folkmängd i kommuner och församlingar. Stockholm: Statistiska centralbyrån. 1977. sid. 33. Arkiverad från originalet den 6 juli 2015. https://www.webcitation.org/6ZpNXk37R?url=http://www.scb.se/Grupp/Hitta_statistik/Historisk_statistik/_Dokument/SOS/Folk_o_bostadsrakningen_1975_3_1.pdf. Läst 6 juli 2015 Arkiverad 24 september 2015 hämtat från the Wayback Machine.